# Ólafur Thors
Ólafur Thors (Borgarnes, 19 de janeiro de 1892 – Reykjavík, 31 de dezembro de 1964) foi um político islandês. Ocupou o cargo de Primeiro-ministro da Islândia por cinco vezes, sendo elas de:
- 16 de maio de 1942 até 16 de dezembro de 1942
- 21 de outubro de 1944 até 4 de fevereiro de 1947
- 6 de dezembro de 1949 até 14 de março de 1950
- 11 de setembro de 1953 até 24 de julho de 1956
- 20 de novembro de 1959 até 14 de novembro de 1963